# Ai Weiwei
Ai Weiwei (chineză: 艾未未 Ài Wèiwèi, n. 28 august 1957, Peking) este un artist, sculptor chinez. El a fost de mai multe ori arestat în China deoarece este un militant pentru drepturile omului și a criticat sistemul totalitar din China. Între data de 3 aprilie 2011 și 22 iunie 2011 a fost arestat din nou sub pretextul că ar fi avut venituri nedeclarate la impozitare.